# Sinalunga
Sinalunga es un municipio y localidad italiana de la provincia de Siena, en la región de Toscana. Tiene una población de 12 016 habitantes (ISTAT 2024).

## Evolución demográfica
Tiene 12 825 habitantes.
| Gráfica de evolución demográfica de Sinalunga entre 1861 y 2001 |
|                                                                 |
| Fuente ISTAT - Elaboración gráfica por parte de Wikipedia       |